# Stazione di Curti
La stazione di Curti era una stazione ferroviaria posta sulla linea Alifana bassa. Serviva il centro abitato di Curti ed era situata al confine tra gli odierni territori comunali di Curti e Santa Maria Capua Vetere.

## Storia
La stazione venne attivata il 30 marzo 1913 insieme alla tratta ferroviaria da Napoli a Capua (Alifana bassa), vi transitavano sia i treni dell'Alifana alta (Santa Maria Capua Vetere - Piedimonte d'Alife) che della bassa (Napoli - Capua).
Durante la seconda guerra mondiale la linea subì ingenti danni in questa parte, e la tratta tra Sant'Andrea dei Lagni e Capua venne definitivamente dismessa al termine del conflitto.

## Strutture e impianti
Non sono presenti tracce della vecchia stazione, ma solo di parte del ponte con cui la linea, poco prima di raggiungere Curti, scavalcava la ferrovia Roma-Cassino-Napoli.